# Павел (Петров)
Епи́скоп Па́вел (в миру Павлин Иванов Петров; 12 июля 1957, Левски, Плевенская область — 19 января 2024, Плевен) — сначала епископ Альтернативного синода Болгарской православной церкви, а потом — Болгарской православной церкви, епископ Левкийский, викарий Софийской епархии.

## Биография
Получил среднее образование в городе Тетевен, затем поступил духовную семинарую Иоанна Рыльского в Софии, но на втором классе семинарии был исключен из неё за «плохое поведение».
В 1984 году он был принят в качестве студента в Софийскую духовную академию Климента Охридского, которую закончил в 1989 году. Духовно окормлялся у игумена Бачковского монастыря архимандрита Галактиона (Табакова).
Во время обучения, 22 февраля 1986 года в Черепишском Успенском монастыре ректором семинарии Браницким епископом Герасимом был пострижен в монашество с именем Павел.
11 марта того же года в Врачанском Петропавловском храме митрополитом Врачанским Каллиником был рукоположён в сан иеродиакона, а 21 мая во Врачанском Константино-Еленинском храме — в сан иеромонаха.
1 декабря 1986 года был назначен настоятелем Софийского семинарского храма Климента Охридского в Черепише, где служил до декабря 1987 года.
С декабря 1987 года по сентябрь 1989 года служил протосингелом Врачанской епархии.
11 марта 1989 года по решению Священного Синода был возведён в сан архимандрита во Врачанском Петропавловском храме митрополитом Врачанским Каллиником.
В сентябре 1989 года был направлен на специализацию в Московскую духовную академию, где оставался до 1991 года.
Вернувшись на родину, с сентября 1991 года по декабрь 1992 года был снова настоятелем семинарской церкви и преподавателем в Софийской духовной семинарии. Также был краткосрочно игуменом Черепишского монастыря и протосингелом Старозагорской митрополии.
После раскола в Болгарской Православной Церкви в мае 1992 году, последовав за своим духовником митрополитом Галактионом, примкнул к Альтернативному синоду, став активным его деятелем.
20 декабря 1992 года в Параскевинском храме города Плевен был хиротонисан во епископа Тивериопольского иерархами Альтернативного синода, во главе с митрополитом Неврокопским Пименом (Эневым).
По решению проходившего в Софии Всеправославного Собора 30 сентября — 1 октября 1998 года епископ Павел наряду с другими епископами «по крайнему снисхождению» был принят в лоно канонической Болгарской Церкви в сущем сане, получив титул епископа Левкийского.
В декабре 1998 года назначен викарием Варненской епархии.
1 марта 2000 года освобожден от должности викария Варненской епархии и назначен председателем церковного настоятельства патриаршего соборного храма-памятника Александра Невского.
1 июля 2002 года освобождён от должности и находится в расположении Священного Синода.
В 2010 году участвовал в выборах главы Доростольской митрополии, получив 10 голосов, и заняв в итоге 2 место.